# Кулспай 6
Кулспай 6 (англ. Kulspai 6) — індіанська резервація в Канаді, у провінції Британська Колумбія, у межах регіонального округу Кітімат-Стекін.

## Населення
За даними перепису 2016 року, індіанська резервація нараховувала 87 осіб, показавши скорочення на 8,4%, порівняно з 2011-м роком. Середня густина населення становила 1 213,4 осіб/км².
З офіційних мов обидвома одночасно володіли 5 жителів, тільки англійською — 80. Усього 15 осіб вважали рідною мовою не одну з офіційних, з них усі — одну з корінних мов.
Працездатне населення становило 60% усього населення, рівень безробіття — 44,4%.

## Клімат
Середня річна температура становить 6,6°C, середня максимальна – 19,5°C, а середня мінімальна – -9,7°C. Середня річна кількість опадів – 1 356 мм.
| Клімат поселення                              | Клімат поселення | Клімат поселення | Клімат поселення | Клімат поселення | Клімат поселення | Клімат поселення | Клімат поселення | Клімат поселення | Клімат поселення | Клімат поселення | Клімат поселення | Клімат поселення | Клімат поселення |
| Показник                                      | Січ.             | Лют.             | Бер.             | Квіт.            | Трав.            | Черв.            | Лип.             | Серп.            | Вер.             | Жовт.            | Лист.            | Груд.            |                  |
| Середній максимум, °C                         | 1,61             | 4,67             | 8,48             | 12,04            | 16,06            | 19,54            | 18,86            | 18,70            | 14,58            | 9,26             | 3,67             | −0,24            |                  |
| Середня температура, °C                       | −4,04            | −0,98            | 2,84             | 6,39             | 10,41            | 13,89            | 16,56            | 16,40            | 12,26            | 6,96             | 1,36             | −2,56            |                  |
| Середній мінімум, °C                          | −9,68            | −6,62            | −2,82            | 0,75             | 4,77             | 8,25             | 14,24            | 14,08            | 9,96             | 4,64             | −0,96            | −4,88            |                  |
| Норма опадів, мм                              | 174              | 123              | 86               | 71               | 52               | 50               | 53               | 66               | 113              | 208              | 183              | 177              |                  |
| Середньомісячна швидкість вітру, м/с          | 2.73             | 2.60             | 2.57             | 2.56             | 2.42             | 2.47             | 2.25             | 2.04             | 1.97             | 2.19             | 2.38             | 2.58             |                  |
| Середньомісячна сонячна радіація, кДж/м²·день | 2025             | 4481             | 8806             | 14088            | 17913            | 19137            | 18313            | 15469            | 10316            | 5365             | 2542             | 1481             |                  |
| --------------------------------------------- | ---------------- | ---------------- | ---------------- | ---------------- | ---------------- | ---------------- | ---------------- | ---------------- | ---------------- | ---------------- | ---------------- | ---------------- | ---------------- |
| Джерело:                                      |                  |                  |                  |                  |                  |                  |                  |                  |                  |                  |                  |                  |                  |